# Руслан Фрадкин
Руслан Фрадкин (лат. Ruslan Fradkin) (род. 21 июля 1992 года, Рига, Латвия) — латвийский кинорежиссёр, сценарист, шоураннер и продюсер. Известен благодаря созданию популярных сериалов В погоне за рейтингом, Ти Тайм и Дело вкуса, а также работе над международными проектами.

## Биография
Руслан Фрадкин родился 21 июля 1992 года в Риге. 
В школьные годы был капитаном команды КВН и выиграл Кубок Риги, что стало отправной точкой для его творческой карьеры.
С юных лет интересовался музыкой — в подростковом возрасте был участником латвийской рок-группы **FOXTHROAT**, где был вокалистом и ритм-гитаристом.
Позже увлёкся кинематографом и получил образование в области кино и телевидения. В течение нескольких лет работал как второй режиссёр на местных и зарубежных проектах, что позволило ему получить ценный профессиональный опыт и понимание производственного процесса в киноиндустрии.

## Карьера
Первый заметный успех как режиссёра и сценариста пришёл с сериалом Ти Тайм (2023), где Фрадкин ярко проявил своё авторское видение. Проект получил положительные отзывы критиков и зрителей.
В 2024 году вышел сатирический сериал В погоне за рейтингом (Rating Race), в котором он выступил не только как режиссёр, но и как автор идеи и сценарист. Сериал вызвал широкий общественный резонанс.
В 2025 году состоялась премьера нового проекта Дело вкуса (Gaumes Lieta), в котором Руслан снова выступил как режиссёр и шоураннер.

## Режиссёрский стиль
Фрадкин известен свободным подходом к постановке: он часто отходит от заранее написанного сценария и является сторонником актёрских импровизаций. Такой метод позволяет ему добиваться естественности в диалогах и глубокой эмоциональности в сценах. Его проекты часто поднимают социально острые темы и сочетают драму с элементами сатиры или чёрного юмора. Он не боится экспериментировать с форматами и жанрами, а его сериалы нередко отличаются неожиданными поворотами сюжета и визуальной выразительностью.

## Личная жизнь
С 2020 года женат на кастинг-директоре Нике Степановой. У пары есть ребёнок.

## Фильмография
- 2020 — LOSTLAND  — режиссёр, сценарист
- 2023 — Ти Тайм (Tea Time) — режиссёр, сценарист
- 2024 — В погоне за рейтингом (Rating Race) — режиссёр, сценарист
- 2025 — Дело вкуса (Gaumes Lieta) — режиссёр

## Признание и публикации
О Руслане Фрадкине писали ведущие латвийские и русскоязычные СМИ:
- Интервью на Chayka.lv (2025)
- Статья на TVNET
- Интервью на Chayka.lv (2023)
- Публикация на Delfi
- Подкаст на TV3

## Внешние ссылки
- https://www.imdb.com/name/nm6404796/
- Руслан Фрадкин на КиноПоиске
- Интервью на YouTube